# In Wahrheit: Jette ist tot
Jette ist tot ist ein deutscher Kriminalfilm von Regisseur Matthias Tiefenbacher aus dem Jahr 2018. Es handelt sich nach Mord am Engelsgraben um die zweite Folge der ZDF-Filmreihe In Wahrheit, die im Saarland spielt. Die Erstausstrahlung im deutschen Fernsehen erfolgte am 14. September 2018 auf arte und im Internet einen Tag eher. Die Folgeepisode Still ruht der See wurde 2019 gesendet.

## Handlung
Nach einer Drogenrazzia im Jugendzentrum entdeckt Kriminalkommissarin Judith Mohn die Tochter einer befreundeten Familie tot im Kofferraum des geflüchteten Dealers Marc Declercg. Schweren Herzens muss sie den Mertens die traurige Nachricht überbringen und besonders die vierzehnjährige Sarah ist vom Tod ihrer Schwester Jette betroffen. Die Mädchen hatten eine sehr enge Beziehung zueinander und Mohn erhofft sich von Sarah Hinweise auf den Tathergang und den Täter, denn Declercg kann es nicht gewesen sein, da er ein zweifelsfreies Alibi hat und zum Tatzeitpunkt eine Tankstelle überfiel, was durch Überwachungsbänder belegt ist. So gerät Jettes Freund Tom unter Tatverdacht, da auch er mit Drogen dealt und sich sofort einer polizeilichen Befragung durch Flucht entzieht. Sein Betreuer kann ihn jedoch überreden, sich der Polizei zu stellen. Solange Tom seine Unschuld nicht beweisen kann, wird er in Untersuchungshaft behalten. 
Dennoch ermitteln Judith Mohn und ihr Team in allen Richtungen weiter. Die Analyse von Jettes Laptop zeigt, dass jemand ihre Webcam manipuliert haben muss und ungewollt Aufnahmen von ihr gemacht werden konnten. Zudem gibt es einen Chatverlauf, bei dem Jette einige Hassmails von einem „Joker“ erhalten hatte. So wie es aussieht, hat es dieser „Joker“ nach Jette nun auch auf ihre Schwester abgesehen, denn Sarah wird spät abends von einem Auto angefahren, nachdem ein junger Mann sie vom Jugendzentrum aus offensichtlich verfolgt hatte. Sarah und Jette waren sehr oft in dem Jugendzentrum, das von ihrem Onkel Ben Mertens geleitet wird und sie schienen dort eigentlich sicher aufgehoben. 
Während Judith Mohn nach „Joker“ sucht, stößt sie in Sarahs Handy auf einen sehr intimen Chatkontakt mit einem „Leo“. Als sie Sarah darauf anspricht, meint diese, dass er der einzige wäre, der sie verstehen würde und immer Zeit für sie hätte. Mohn hält es für möglich, dass „Joker“ und „Leo“ ein und dieselbe Person sein könnten. Während sie sich krampfhaft auf den Jungen konzentriert, der Sarah vor ihrem Unfall verfolgt hatte, merkt sie nicht, wie das Mädchen erneut in Gefahr gerät. 
Zufällig entdeckt Sarah, dass „Leo“ niemand anderes ist als ihr Onkel Ben. Entsetzt flüchtet sie vor ihm, als auch dieser bemerkt, dass er enttarnt ist. Doch Ben Mertens überwältigt und entführt sie im Kleinbus des Jugendzentrums. Kopflos rast er mit ihr durch die Gegend. Doch da der Kleinbus recht auffällig ist, kann er schnell ausfindig gemacht werden. Auch Mohn war inzwischen dahintergekommen, dass Mertens die Schlüsselfigur ist. Sie erfährt nun, dass ihm das Ganze aus dem Ruder gelaufen war, nachdem Jette die intimen Fotos ihrer Schwester auf seinem Rechner entdeckt hatte. Im Streit war sie mit dem Kopf so hart aufgeschlagen, dass sie sofort tot war.
Privat muss Judith Mohn auch einen Schicksalsschlag hinnehmen, denn ausgerechnet zu ihrem Hochzeitstag verlässt sie ihr Mann Niklas.

## Hintergrund
Die Dreharbeiten unter dem Arbeitstitel Tödliches Geheimnis erfolgten vom 10. Oktober bis zum 10. November 2017 in Saarbrücken und Umgebung.

## Rezeption

### Einschaltquoten
Die Erstausstrahlung von Jette ist tot im ZDF am 23. Februar 2019 wurde von 4,36 Millionen Zuschauern gesehen und erreichte einen überdurchschnittlichen Marktanteil von 14,8 Prozent.

### Kritik
Volker Bergmeister beurteilte diese Episode bei tittelbach.tv positiv und meinte, die Serie habe als „Prämisse, dass echte Fälle den Drehbüchern zugrunde liegen.“ Dementsprechend sei „Der Krimi [...] nicht nur klassisch gedacht, sondern auch ebenso inszeniert. [...] Die Schauspieler sind durchweg gut, die Dialoge eher handelsüblich, zuweilen auch nervend. Der überfrachtete, versiert inszenierte Krimi ist dramaturgisch ausgesprochen konventionell, ganz nach dem beliebten ZDF-Motto: keine Experimente!“
Bei Quotenmeter.de stellte Martin Seng fest: „‚In Wahrheit – Jette ist tot‘ ist zweifelsohne ein ambitionierter Fall, der sich jedoch mehr als nur einmal an seinen eigenen Themen verhebt. Zu unglaubwürdig sind viele Dialoge und oftmals ist auch die Charakterzeichnung mehr auf der Seite der Klischees, als auf der der Ernsthaftigkeit. Der zweite Fall der Kommissarin wird leider Opfer seiner eigenen Ambitionen. Weniger wäre hier mehr gewesen.“
Die Redaktion von TV Spielfilm beurteilte den Krimi mittelmäßig („Daumen gerade“) und meinte, dass der Film „den vielen ernsten Problemen“ nicht gerecht werden könne und zu viele Thematiken nur „oberflächlich und halbgar“ anspreche und somit nicht zufriedenstellend auflöse. „Das haben wir aber schon besser gesehen.“